# Ivo Schricker

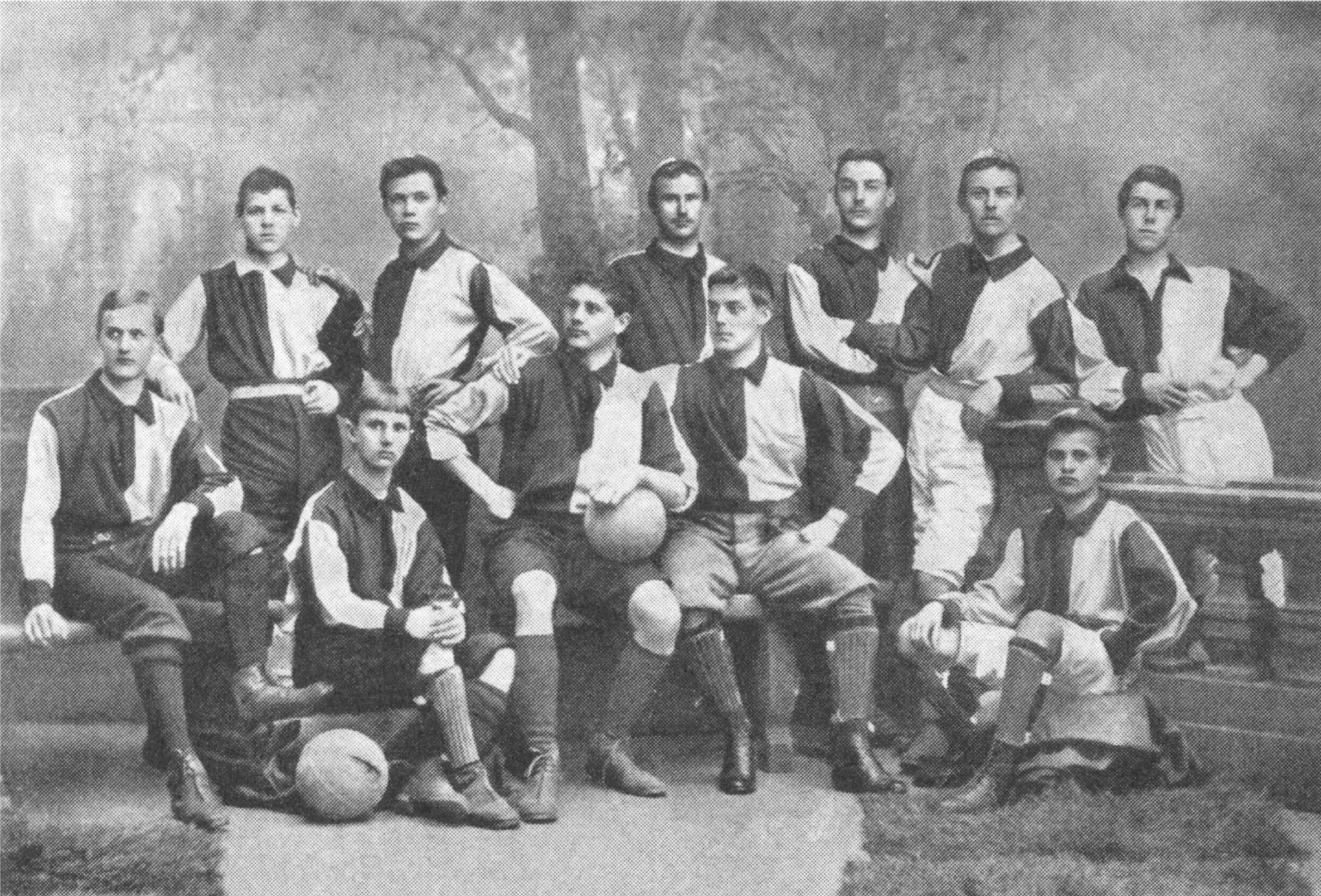
Ivo Schricker (links)
als Jugendlicher mit der Mannschaft der Karlsruher Kickers
in einer Aufnahme von 1895

Ivo Schricker (* 18. März 1877 in Straßburg, Deutsches Reich; † 10. Januar 1962 in Zürich, Schweiz) war ein deutscher Jurist, Fußballspieler und Fußballfunktionär.

## Karriere

### Spieler
Schricker kam Anfang der 1890er Jahre als Gymnasiast in Karlsruhe erstmals mit der noch jungen Sportart Fußball in Kontakt. Seinen Militärdienst leistete er in Straßburg und spielte, wie auch sein ein Jahr jüngerer Bruder Erwin, beim 1890 gegründeten Straßburger FV sowie der von Walther Bensemann initiierten Auswahlmannschaft Karlsruher Kickers. Anschließend studierte Schricker Jura in Berlin und war dort beim Akademischen S.C. aktiv. 1898 und 1899 gehörte der großgewachsene Mittelläufer zu den besten Akteuren bei den sogenannten Ur-Länderspielen gegen Mannschaften aus England. Nach Beendigung seines Studiums lebte er wieder in Karlsruhe. Dort spielte der mittlerweile promovierte Jurist von 1900 bis 1906 für den Karlsruher FV, mit dem er mehrmals Süddeutscher Meister wurde. Höhepunkt seiner Zeit beim KFV war das Erreichen des Endspiels um die Deutsche Meisterschaft 1905, das allerdings gegen die Berliner TuFC Union 92 mit 0:2 verloren ging.

### Funktionär
Aus beruflichen Gründen verabschiedete sich Schricker im Jahr 1906 aus Karlsruhe und siedelte nach Ägypten über, von wo er 1914 nach Deutschland zurückkehrte. Nach dem Ersten Weltkrieg startete er eine Funktionärslaufbahn, die den sprachbegabten und diplomatisch geschickt agierenden Schricker zu einem der einflussreichsten Fußball-Protagonisten machte. Er war von 1923 bis 1925 Vorsitzender des Süddeutschen Fußballverbands, 1927 Beisitzer im Vorstand des Deutschen Fußball-Bunds und von 1928 bis 1932 dritter Vorsitzender des DFB. Auf internationaler Ebene war er 1927 bis 1932 Vizepräsident des Fußball-Weltverbandes FIFA und vorsitzender Sekretär der Amateur-Kommission. 1932 wurde er zum ersten hauptamtlichen FIFA-Generalsekretär gewählt und übte dieses Amt trotz des Ausschlusses Deutschlands nach dem Zweiten Weltkrieg bis Dezember 1950 fast zwanzig Jahre aus. Vorgänger im zuvor nur als Sekretär bezeichneten Amt war seit 1906 25 Jahre lang der Niederländer Carl Anton Wilhelm Hirschmann gewesen. Schricker, der vom DFB zum Ehrenmitglied ernannt wurde, starb 1962 in Zürich.